# Edgar Berlanga
Edgar Luis Berlanga Jr. (Brooklyn, 18 maggio 1997) è un pugile statunitense.

## Biografia
Berlanga nasce a Brooklyn da genitori di origine portoricana. Inizia a praticare il pugilato a sette anni grazie a Félix Trinidad, pugile portoricano ed ex campione del mondo.

## Carriera
Dopo aver concluso la carriera amatoriale con il record di 162 vittorie e 17 sconfitte, Berlanga fa il suo debutto tra i professionisti nel 2016 contro Jorge Pedroza.